# Arisaema enneaphyllum
Arisaema enneaphyllum — многолетнее травянистое клубневое растение, вид рода Аризема (Arisaema) семейства Ароидные (Araceae).

## Ботаническое описание
Трава до 120 см высотой.
Клубень сжато-шаровидный, до 8 см в диаметре.

### Листья
Листьев обычно два. Черешок у основания вложенный во влагалища, соединённые внахлёст, образующие ложный стебель до 75 см высотой, со свободной частью 7—25 см длиной. Листовая пластинка пальчаторассечённая, в очертании округлая; листочки в числе 5—10(12), почти равные по размеру, ланцетовидные, эллиптические или обратноланцетовидные, заострённые, в основании клиновидные, 7—19 см длиной, 1,5—6,5 см шириной, по краю неравномерно выемчатые, иногда почти цельные, зубцы длиннозаострённые.

### Соцветия и цветки
Соцветие превышает листья, свободная часть цветоножки 11—24 см длиной, зелёная. Покрывало 9—24 см длиной. Трубка широко- и короткоцилиндрическая, немного сжатая у вершины, 3,5—7,5 см длиной и 2,3—3,5 см в диаметре, иногда сжатая в основании до 1—3 см, снаружи зелёная с неясными белыми продольными полосками. Пластинка овально-заострённая, часто узкоухообразная в основании, длиннее трубки, иногда более, чем в два раза, 6—17 см длиной и 2,8—5,8 см шириной, снаружи белая, с незаметными белыми или зелёными полосками внутри у основания, часто черноватая по краям у основания, наклонённая вперёд к устью трубки.
Початок однополый, 3—8 см длиной, почти равен трубке покрывала. Женский початок более-менее сидячий, репродуктивная часть от цилиндрической до конической, 2,7—3,5 см длиной, 1—1,5 см в диаметре, цветки плотно расположены; пестик яйцевидный, зелёный, 3—4 мм длиной; завязь 2—3 мм в диаметре, сужающаяся в короткий столбик. Мужской початок в основании на голой ножке 0,4—1 см длиной, репродуктивная часть цилиндрическая, 1,7—4,5 см длиной, 0,4—1,1 см в диаметре, цветки расположены более-менее плотно; цветок состоит из двух — трёх тычинок; пыльники лопающиеся полукруглыми наклонными верхушечными разрезами. Придаток цилиндрический, конический или булавовидный, иногда суженный в основании, 0,3—4 см длиной, 0,3—0,6 см в диаметре, зелёный.

### Плоды
Плоды — полушаровидные ягоды, 5—7 мм в диаметре, с 3—5 семенами.

## Распространение
Встречается в Африке (Эфиопия, Судан, Кения, Уганда) и на Аравийском полуострове (Йемен).